# Freinsattel
Freinsattel är ett bergspass i Österrike. Det ligger i distriktet Bruck-Mürzzuschlag och förbundslandet Steiermark, i den östra delen av landet. Freinsattel ligger 1 106 meter över havet.
Över Freinsattel går en vandringsled. Närmaste samhällen är Halltal och Terz, nordväst respektive nordost om Freinsattel.
I omgivningarna runt Freinsattel växer i huvudsak blandskog.